# معركة القصير (2012)
أولى المعركتين في القصير قاتل فيها الجيش السوري  ضد الجيش السوري الحر في مدينة القصير الصغيرة بالقرب من محافظة حمص في أواخر الشتاء وربيع 2012.

## الخلفية
منذ نوفمبر 2011 يحاصر الجيش السوري القصير. يعتقد من قبل وسائل الإعلام الغربية أن ما لا يقل عن 66 من سكان المدينة لقوا مصرعهم على أيدي قوات الأمن قبل اندلاع قتال أشد في فبراير 2012.
تزداد أهمية المدينة بموقعها المجاور للبنان وكطريق لتهريب الأسلحة. كما يتيح السيطرة على الحدود مع لبنان وقرية القصر اللبنانية. الأهم من ذلك هو موقع الطريق السريع من دمشق إلى حمص. من وجهة نظر الحكومة فإن فرض الوصول إلى الطريق سيجبر مقاتلي المعارضة من معاقلهم في حمص من خلال قطع طرق الإمداد. هو أيضا موقع للطريق الرئيسي إلى طرطوس الذي له تواجد كبير من العلويين.

## معركة 2012

### القتال الرئيسي
في 10 فبراير أفادت وسائل الإعلام الحكومية السورية باستئناف القتال في القصير ووفاة ضابط برتبة مقدم وأحد كبار الضباط وشرطيين آخرين. بعد ثلاثة أيام تكثف القتال بين الجيش السوري الحر والجيش السوري عندما سيطر رجال الجيش السوري الحر على مبنى المخابرات السورية في المدينة مما أسفر عن مقتل 5 من أفراد المخابرات العسكرية في الهجوم. بعد الهجوم على مبنى المخابرات أعد أعضاء الجيش الحر لمعركة حيث قام ما يقدر ب 400 جندي وميليشيات موالية للحكومة في المدينة بتحصين أنفسهم في المستشفى الرئيسي وفي مبنى البلدية. ثم تلقى الجيش السوري الحر تقارير تفيد بأن أربع دبابات تقترب من الشمال. في ذلك الوقت قيل أنه لا يزال هناك 20 من قناصة الحكومة في المدينة يطلقون النار على أي شيء يتحرك. قال سكان وناشطون ومصادر أخرى أن القناصة كانوا السبب الرئيسي في مقتل أكثر من 70 من سكان المدينة منذ نوفمبر. في 21 فبراير قصفت المدفعية المدينة وقتلت 5 مدنيين.
في 15 فبراير تم العثور على ثلاثة مزارعين كانوا محتجزين عند حاجز للجيش في عداد القتلى في القصير.

### تقدم الجيش الحر
أفاد مراسل من صحيفة تايمز الذي دخل البلدة لكنه غادر قبل 25 فبراير عن قتال عنيف من بينهم مقاتلون تابعون للجيش السوري الحر استولوا على حاجز حكومي رئيسي في شمال البلدة وقتل أو ربما أعدم أربعة من الميليشيات الموالية للحكومة الشبيبة.
تمكن الجيش السوري الحر في نهاية المطاف من تحويل المد في 25 فبراير عندما انشق 30 جنديا ودبابة من طراز تي-62 إلى جانب الجيش السوري الحر. أثبتت الدبابة بأنها قيمة ولا تقدر بثمن للمقاتلين. كانت مخبأة مؤقتا ومن ثم بدأت بمساعدة اثنين من الجرارات والشاحنة وأثبتت قيمتها على الفور عن طريق إطلاق قذائف في مواقع العدو وتحول المعركة. ثم تمكن الجيش السوري الحر من الاستيلاء على معظم معاقل الحكومة الرئيسية في المدينة. كما نشرت صورة في وقت لاحق من اليوم تظهر الدبابة التي كانت تستخدم من قبل قوات المعارضة مع مقاتلي الجيش السوري الحر حولها. كما ظهرت تقنية في الصورة.
عقب المعركة قال المقاتلون المحليون في المدينة للصحفيين أن 20 جنديا لقوا مصرعهم في القتال كما فر 80 جنديا آخرون موالون للحكومة من المدينة. أفادت التقارير أن القوات الموالية للحكومة فقدت ثلاث دبابات في المجموع إلى الجيش السوري الحر. قال قادة الجيش الحر في المدينة أنه على الرغم من تقدم الجيش السوري الحر الذي دام يومين لم تتمكن الحكومة من إرسال تعزيزات إلى المدينة مما دفع القوات الحكومية المتبقية إلى الفرار من المدينة. قال المقاتلون المحليون أن أحدهم قتل وأصيب ستة آخرون في القتال.
في 27 فبراير أصابت القذائف التي أطلقها الجيش السوري المدينة تلتها نيران مدفعية متواصلة ولكن لم يبلغ عن وقوع إصابات. قال طبيب أن الجيش تم نشره في مستشفى الدولة منذ 5 أشهر. أصبحت مدينة القصير التي تبعد 15 كيلومترا عن حمص أكثر عزلة عندما دمر الجنود نفقا سريا يربط بين المدينتين. أفاد مقاتو المعارضة أن 35 دبابة للجيش كانت متمركزة بالقرب من المدينة بينما كانت 200 دبابة في حمص. في اليوم نفسه شوهدت طائرة بدون طيار من الجيش تجمع المعلومات الاستخباراتية فوق المدينة.
في 29 فبراير كان الجيش السوري الحر والجيش السوري يسيطران جزئيا على أجزاء مختلفة من البلدة. كان الجيش السوري يسيطر بشكل خاص على مستشفى المدينة وقاعة المدينة والمقبرة. بسبب عدم الوصول إلى المقبرة دفن 60 شخصا في حديقة عامة من بينهم مصور قتل مؤخرا وتوفي متأثرا بجراحه في لبنان وأعيد إلى مسقط رأسه لدفنه. اشتكى مقاتلو المعارضة الذين كانوا يحتلون حوالي نصف المدينة من انخفاض عدد الذخائر حيث كان من الصعب على نحو متزايد الحصول على أسلحة من لبنان بسبب انتشار الجيش السوري. حوالي 60 في المائة من سكان هذه المدينة التي يبلغ عدد سكانها 15,000 نسمة هربوا من القتال في حين أكد شابان فروا من المدينة أن الدبابات دخلت حي بابا عمرو في حمص.

### الهجوم المضاد العسكري
إن فقدان الجيش السوري الحر لحي بابا عمرو في 1 مارس لم يترك سوى أحياء قليلة من المقاومة في مدينة حمص. كانت القصير جنبا إلى جنب مع الرستن إحدى آخر المدن التي تسيطر عليها المعارضة في محافظة حمص. في صباح 4 مارس شن الجيش هجوما على القصير بدءا بالقصف المدفعي تلته الدبابات التي دخلت المدينة.
قتل أحد الجنود في المدينة في 17 مارس. قامت المدفعية الحكومية بإسقاط جسر بالقرب من القصير الذي كان طريقا للاجئين المدنيين وقوات المعارضة المتراجعين والجرحى لمغادرة محافظة حمص والذهاب إلى لبنان.
تم الإبلاغ عن البلدة تحت سيطرة المعارضة في 20 مارس بيد أن الدبابات كانت تقصف المدينة من الخارج ولا يزال القناصة الحكوميون يطلقون النار على السكان. أفاد أحد مقاتلي الجيش السوري الحر بأن الجيش السوري قد يشن هجوما جديدا لمحاولة أخذ المدينة وأن اثنين على الأقل من المدنيين قتلوا في جولة واحدة من القصف. أفادت قناة الجزيرة من داخل القصير أن البلدة بأكملها تعرضت لقصف بدون توقف. قيل أن القصف كان يستمر لعدة أشهر وقيل أن جميع المباني تقريبا قد تضررت أو تأثرت بقصف القوات الحكومية. في التقرير تم عرض قتيلان مدنيان الذين قتلا في سلسلة من القذائف الصاروخية. أظهرت أربع جثث أخرى من المدنيين القتلى في نهاية التقرير. أبلغ عن مقتل ثلاثة مدنيين من خلال قصف مدافع الهاون على المدينة.
زعمت مصادر المعارضة أن الجيش السوري كان يستهدف سكان المدينة في 22 مارس. أفادت التقارير بأن الجيش استخدم قذائف الهاون والقناصة. في جولة جديدة من القتال قتل ثلاثة مدنيين وأصيب أربعة جنود عندما هاجم مقاتلو الجيش الحر حاجزهم. في 5 أبريل توفي أربعة من مقاتلي المعارضة وثلاثة مدنيين وجندي واحد في قتال عنيف في البلدة.
في 19 أبريل ادعت المعارضة أنها دمرت دبابة سورية وحاملة جنود مدرعة فضلا عن مقتل أكثر من 12 جنديا سوريا في يومي القتال. كما انشق سائق الدبابة السورية خلال المعركة وفقا للمعارضة. أفادت التقارير في 20 أبريل أن الجيش السوري يسيطر على نصف المدينة والمعارضة في النصف الآخر. كما قتل مدني واحد جراء إطلاق قذائف هاون من الجيش وفقا لما ذكره مستشفى المدينة.

## فيما بعد

### الجمود
بحلول 23 أبريل تولى الجيش السوري الحر مسؤوليات أمنية في شمال القصير والقرى المحيطة به وأحضر ضابط شرطة سابق على الأقل إلى العمل. قال أحد القادة أن تركيز المجموعة الرئيسي كان على مواصلة الهجمات ضد الجيش السوري وحماية المدنيين من هجمات الحكومة. أفيد أيضا بأن أحد قادة مجموعة فتح الإسلام الإرهابية المتطرفة عبد الغني جوهر قتل في القصير بعد أن فجر نفسه بقنبلة في 20 أبريل. وفقا للمجموعة فقد سافر إلى سوريا مع مجموعة من 30 مقاتلا لبنانيا للمشاركة في الانتفاضة. بعد ذلك بأسبوع في 29 أبريل قتل ضابط في الجيش في منطقة القصير.
في 9 مايو غادر مراسل قناة الجزيرة جيمس بايز إلى القصير ووجد أن هناك لواءين رئيسيين من مقاتلي المعارضة في المدينة. كان اللواء السابع والسبعون وحدة تتألف بالكامل تقريبا من جنود حكوميين سابقين. في البلدة كانوا تحت قيادة القائد الذي كان يرأس وحدة كوماندوز النخبة في الجيش الوطني. كانوا مدربين تدريبا جيدا وفقا لبايز. أما اللواء الآخر فكان كتائب الفاروق التي تضم العديد من المتطوعين المدنيين ولكن معظمهم من المنشقين عن الجيش. كانت الكتائب تحت نفس القائد العام وهو عقيد في المدينة. قال: «منذ أكثر من أسبوع انتهكت أكثر من 15 دبابة وقف إطلاق النار في محاولة من قبل النظام لقطع المدينة وتقسيمها إلى قطاعات». في الأسابيع التالية قتل ثلاثة مدنيين في 29 مايو بعد قصف الجيش للقصير.

### هجوم الجيش الحر
شن الجيش الحر هجمات على نقاط التفتيش في جميع أنحاء المدينة في 15 يونيو. في اليوم التالي استمر القتال بين المعارضة والجيش. أفادت وسائل الإعلام الحكومية أن الجيش دمر شاحنتين للمعارضة مما أسفر عن مقتل عدد من المقاتلين. في اليوم التالي أفيد بأن ستة من قوات المعارضة كانوا يحاولون التسلل إلى القصير من لبنان قتلوا وأصيب أربعة آخرون. ادعى الجيش السوري الحر في اليوم نفسه أنهم دفعوا القوات الحكومية إلى الخروج من معاقلهم في الجزء الجنوبي من المدينة وأرسلوا لقطات لقناة الجزيرة التي أظهرت لهم حيازة دبابة حكومية أسيرة وأسلحة مضادة للطائرات. ومع ذلك فإن الاستيلاء على الجزء الجنوبي من القصير لا يمكن تأكيده بشكل مستقل.
في مطلع يوليو تم التأكيد على أن القتال من أجل المدينة ما زال مستمرا عندما أصدر مراسل قناة الجزيرة تقريرا حصريا شهد الاستيلاء على معقل الحكومة الرئيسي في القصير قاعة المدينة. تم هدمها من قبل المعارضة حتى لا يمكن استعادتها. قتل العشرات من المعارضة بينما كانوا يحاولون التسلل إلى سوريا من لبنان. قتل جندي وأصيب ثلاثة آخرون في هذا الاشتباك.
في 10 يوليو أشارت التقارير إلى أن القصير كان تحت سيطرة المعارضة تماما حيث كانت المدينة محاصرة من الريف المحيط في حين يواجه السكان كارثة إنسانية. ومع ذلك في وقت لاحق تم تأكيد أن القوات الحكومية لا تزال تحتجز الطريق الرئيسي في المدينة.
في 29 يوليو قتل 8 من المعارضة وجرح 15 آخرين عندما صد أعضاء إنفاذ القانون هجوما وفقا لما ذكرته وسائل الإعلام الرسمية. في 30 يوليو قتل خمسة من المعارضة في القصير. في 2 أكتوبر ادعى الجيش الحر أنه قتل قائد حزب الله علي حسين ناصيف أثناء كمين في محيط القصير. في 17 أكتوبر قال مقاتلون من الجيش السوري الحر أنهم أسروا 13 من مقاتلي حزب الله بالقرب من القصير في الأسبوع السابق وهددوا بالرد على معاقل حزب الله في بيروت. كما ادعت المعارضة أن حزب الله أطلق صواريخ كاتيوشا وغراد عليها من داخل لبنان. ذكرت صحيفة نيويورك تايمز أن الصواريخ كانت قد أطلقت بالفعل من الهرمل القريبة وهي مدينة يسيطر عليها حزب الله في لبنان عبر الحدود على بعد حوالي 10 أميال من القصير.
في محاولة للسيطرة على نقطة عالية بين القصير ولبنان حاول مقاتلو المعارضة طرد السكان الشيعة وقاتلوا مع مقاتلي اللجان الشعبية السورية بعد انسحاب القوات الحكومية. تمكن مقاتلو اللجان الشعبية السورية من التمسك بالأرض.

## هجوم الحكومة المضاد
بدأ الهجوم الثاني على الحكومة في منتصف مايو 2013 وانتهى بعد ثلاثة أسابيع. أدى ذلك إلى استعادة القوات الحكومية المدينة بدعم من حزب الله. وصفت المعركة بأنها نقطة تحول في الحرب الأهلية السورية.